# Polymarket
Polymarket — децентрализованная платформа рынков предсказаний, которая позволяет пользователям делать ставки на исход мировых событий. Используя криптовалюту, пользователи покупают и продают акции, чтобы сделать ставку на вероятность выбранного ими события.

## История
Основанный Шейном Копланом в 2020 году, Polymarket представляет собой онлайн-платформу рынка предсказаний, позволяющую пользователям делать ставки на исход мировых событий. В январе 2022 года платформа была оштрафована на 1,4 миллиона долларов США Комиссией по торговле товарными фьючерсами (CFTC). Помимо штрафа были получены распоряжение о прекращении и невозобновлении противоправных действий, а также регулирующие ограничения, включая отказ в регистрации платформы как Swap Execution Facility (SEF). По утверждениям CFTC, Polymarket оказывал «серьёзное сотрудничество», что в итоге привело к меньшему штрафу.
В мае 2022 года Polymarket назначила Дж. Кристофера Джанкарло, бывшего комиссара CFTC, председателем своего консультативного совета. В мае 2024 года было объявлено, что Polymarket привлекла 70 миллионов долларов в ходе двух раундов финансирования. Раунды включали инвестиции от Виталика Бутерина, соучредителя Ethereum, и Founders Fund, венчурной компании, основанной Питером Тилем.
В июне 2023 года Mother Jones сообщил, что интерес к компании вырос на фоне популярности твита об итоге падения батискафа «Титан». Условие ставки звучало так: будет ли батискаф найден к определенной дате, при этом ставка на судьбу пассажиров не делалась. На момент ставки относительно крушения батискафа у Polymarket было более 60 рынков для предсказания, включая исход президентских выборов в Гватемале, вероятность суда между Twitter и Meta, а также вероятность использования Россией ядерного оружия.
В 2024 году исход выборов президента США стал самым активным рынком на платформе, при этом более 379 миллионов долларов (по состоянию на 25 июля 2024 года) было поставлено на президентскую гонку между кандидатом от республиканцев Дональдом Трампом и кандидатом от демократов Камалой Харрис. Нейт Сильвер, основатель аналитической компании по опросам общественного мнения FiveThirtyEight, стал советником Polymarket в 2024 году.